# Reinado

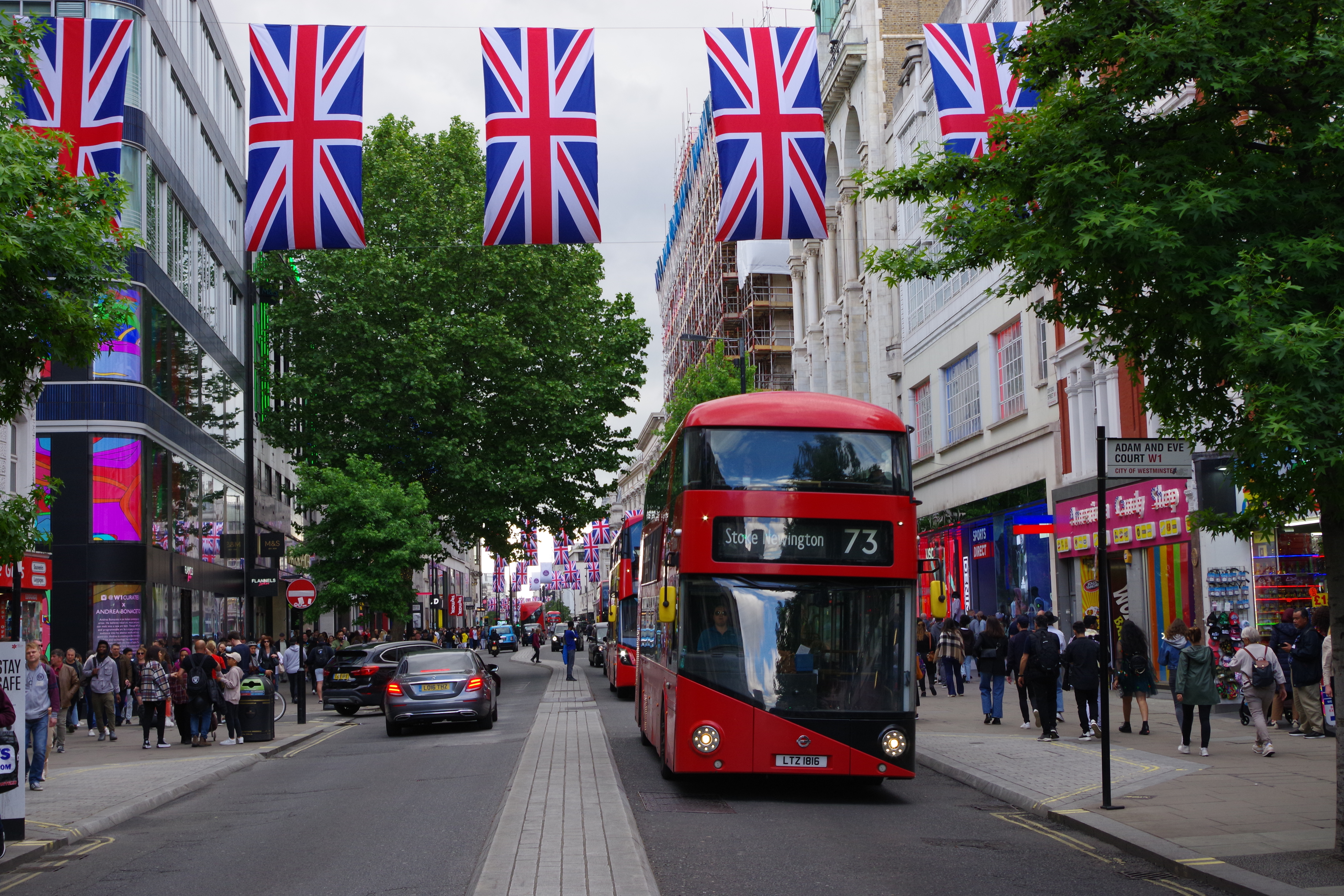
Decoração da Oxford Street, em Londres, para o Jubileu de Platina do reinado de Isabel II do Reino Unido em 2022.

Um reinado é o período de exercício do poder ou de preponderância de um monarca soberano sobre uma nação (por exemplo, Arábia Saudita e Bélgica), um povo (por exemplo, zulus e maoris) ou uma comunidade espiritual (por exemplo, catolicismo romano e budismo tibetano). Na maioria das monarquias hereditárias e em algumas monarquias eletivas, não há limite para a duração do reinado ou mandato de um soberano. Assim, um reinado geralmente dura até a morte do monarca, de forma natural ou por regicídio, a menos que a própria monarquia seja abolida ou o monarca abdique ou seja deposto do trono.

## Reinados
Exemplos de reinados:
- A Rainha Vitória do Reino Unido da Grã-Bretanha e Irlanda, Imperatriz da Índia, reinou de 1837 a 1901.
- O rei Vítor Emanuel III da Itália reinou de 1900 a 1946.
- O rei Bhumibol Adulyadej da Tailândia reinou de 1946 a 2016.
- A rainha Elizabeth II dos reinos da Commonwealth reinou de 1952 a 2022.
- O Papa João XXIII reinou de 1958 a 1963.
- O imperador Akihito do Japão reinou de 1989 a 2019.

## Fim do reinado
Um reinado pode ser encerrado de várias maneiras:
- Abdicação
- Abolição da monarquia
- Morte
- Deposição